# Józef Leon Łopaciński
Józef Leon Łopaciński herbu Lubicz (ur. 25 kwietnia 1751 w Leonpolu, zm. 23 kwietnia 1803 w Sarii) – duchowny katolicki, święcenia kapłańskie przyjął w 1774, scholastyk wileńskiej kapituły katedralnej w 1789 roku, kanonik koadiutor w 1769 roku, kanonik kapituły katedralnej wileńskiej w 1778 roku. W 1776 mianowany sufraganem żmudzkim i biskupem tytularnym trypolitańskim (Tripolis in Phoenicia). W 1786 roku zrezygnował z urzędu. Po I rozbiorze Polski nie przyjął biskupstwa białoruskiego.
W 1784 otrzymał Order Świętego Stanisława, a w 1792 Order Orła Białego. Był członkiem Komisji Edukacyjnej Wielkiego Księstwa Litewskiego z nominacji konfederacji targowickiej w 1793 roku. 
Pochodził z linii wojewódzkiej Łopacińskich - syn wojewody Mikołaja Tadeusza Łopacińskiego i pisarzówny wielkiej litewskiej Barbary Kopeć, córki Michała Antoniego i Anny z Naramowskich. Brat Jana Nikodema Łopacińskiego i Kazimiery za Justynianem Niemirowiczem-Szczyttem (dziadów zesłańca księdza Jana Niemirowicza-Szczytta). Bratanek biskupa ordynariusza żmudzkiego Jana Dominika Łopacińskiego.